# Ptychohyla
Ptychohyla är ett släkte av groddjur. Ptychohyla ingår i familjen lövgrodor.
Under parningstiden har hanar förstorade körtlar vid varje sida av buken vad som skiljer arterna från andra lövgrodor. Grodynglen är anpassade för ett liv i små vattendrag.
Utbrednings området sträcker sig från delstaterna Chiapas, Guerrero och Oaxaca i södra Mexiko till El Salvador och Honduras. Enligt en annan källa når släktet fram till västra Panama.
Verket Amphibian Species of the World: an Online Reference listar följande 6 arter:
- Ptychohyla dendrophasma
- Ptychohyla euthysanota
- Ptychohyla hypomykter
- Ptychohyla leonhardschultzei
- Ptychohyla macrotympanum
- Ptychohyla zophodes

Catalogue of Life listar dessutom följande taxa:
- Ptychohyla acrochorda
- Ptychohyla erythromma
- Ptychohyla hypomykter
- Ptychohyla legleri
- Ptychohyla panchoi
- Ptychohyla salvadorensis
- Ptychohyla sanctaecrucis
- Ptychohyla spinipollex